# Pierre Louÿs
Pierre Félix Louis, írói nevén Pierre Louÿs (Párizs, 1870. december 10. – Párizs, 1925. június 4.) francia regényíró és költő.

## Életrajza
Fiatalkorában mélyen belemerült az ókori görög világ tanulmányozásába és már első verseinek tárgyát is innen vette. Első feltűnést keltett könyve, a Chansons de Bilitis (Bilitis dalai, 1894) olyan híven tükrözik Szapphó korának szellemét, hogy sokan valódi görög versek gyűjteményének hitték, korhűségével filológus szakértőket is megtévesztett. 1895-ben óriási sikert aratott Aphrodite c. regénye, egy görög kurtizán tragikus története, akinek alakja köré az alexandriai hanyatló görög kultúra és leromlott erkölcs színjátszó képeit festette a költő, forró erotikával. Regényeiben általában sok az érzéki szín és költői erő. Több művét színpadra is átdolgozták. Visszavonult életű, szerény ember volt, a könyvek nagy kedvelője. Élete végén megvakult. 
Magyarul megjelentek: Aphrodité. Ford. Rózsa Géza (Budapest, 1898); Az asszony bolondja. Ford. Rózsa Géza (Budapest, 1899); Aphrodité. Névtelen ford. (Budapest, 1903). 